# Evaldo Fabiano
Evaldo dos Santos Fabiano (ur. 18 marca 1982 w Rio Piracicaba) – brazylijski piłkarz grający na pozycji lewego obrońcy. Zawodnik klubu CD Cova da Piedade.

## Kariera piłkarska
Profesjonalną grę w piłkę zaczął w Athletico Paranaense i Democrata Futebol Clube. W 2003 roku przeniósł się do Europy, po tym jak wykupiło go FC Porto. Spędził w Porto jeden sezon i głównie grał w rezerwach.
Latem 2004 roku Evaldo przeszedł do Marítimo Funchal. Po początkowych problemach, na stałe zagościł w pierwszej jedenastce zespołu.
W 2008 roku dołączył do SC Braga. W pierwszym sezonie w nowym klubie opuścił tylko jeden mecz w lidze i wywalczył awans do Pucharu UEFA.
Po zdobyciu najwyższego miejsca w lidze w historii Bragi, Evaldo odszedł do Sportingu CP, z którym podpisał czteroletni kontrakt. Portugalski gigant zapłacił za niego 3 miliony euro. W klubie zadebiutował 14 sierpnia 2010 roku w przegranym 0-1 meczu z FC Paços de Ferreira. 14 lipca 2012 roku został wypożyczony do hiszpańskiego klubu Deportivo La Coruña do końca sezonu.